# 1984-es Formula–1 olasz nagydíj
Az olasz nagydíj volt az 1984-es Formula–1 világbajnokság tizennegyedik futama.

## Futam
| Helyezés | #  | Versenyző          | Csapat/Motor      | Körök | Idő/Kiesés oka      | Rajthely | Pontszám |
| -------- | -- | ------------------ | ----------------- | ----- | ------------------- | -------- | -------- |
| 1        | 8  | Niki Lauda         | McLaren-TAG       | 51    | 1:20:29,065         | 4        | 9        |
| 2        | 27 | Michele Alboreto   | Ferrari           | 51    | + 24,249            | 11       | 6        |
| 3        | 22 | Riccardo Patrese   | Alfa Romeo        | 50    | + 1 kör             | 9        | 4        |
| 4        | 19 | Stefan Johansson   | Toleman-Hart      | 49    | + 2 kör             | 17       | 3        |
| 5        | 30 | Jo Gartner         | Osella-Alfa Romeo | 49    | + 2 kör             | 24       | 0*       |
| 6        | 31 | Gerhard Berger     | ATS-BMW           | 49    | + 2 kör             | 20       | 0*       |
| 7        | 24 | Piercarlo Ghinzani | Osella-Alfa Romeo | 48    | Kifogyott üzemanyag | 22       |          |
| 8        | 21 | Huub Rothengatter  | Spirit-Hart       | 48    | + 3 kör             | 25       |          |
| 9        | 23 | Eddie Cheever      | Alfa Romeo        | 45    | Kifogyott üzemanyag | 10       |          |
| 10       | 18 | Thierry Boutsen    | Arrows-BMW        | 45    | + 6 kör             | 19       |          |
| Kiesett  | 15 | Patrick Tambay     | Renault           | 43    | Karburátor          | 8        |          |
| Kiesett  | 2  | Teo Fabi           | Brabham-BMW       | 43    | Motorhiba           | 5        |          |
| Kiesett  | 17 | Marc Surer         | Arrows-BMW        | 43    | Motorhiba           | 15       |          |
| Kiesett  | 16 | Derek Warwick      | Renault           | 31    | Olajnyomás          | 12       |          |
| Kiesett  | 10 | Jonathan Palmer    | RAM-Hart          | 20    | Olajnyomás          | 26       |          |
| Kiesett  | 1  | Nelson Piquet      | Brabham-BMW       | 15    | Motorhiba           | 1        |          |
| Kiesett  | 11 | Elio de Angelis    | Lotus-Renault     | 14    | Váltó               | 3        |          |
| Kiesett  | 12 | Nigel Mansell      | Lotus-Renault     | 13    | Kicsúszás           | 7        |          |
| Kiesett  | 5  | Jacques Laffite    | Williams-Honda    | 10    | Turbó               | 13       |          |
| Kiesett  | 6  | Keke Rosberg       | Williams-Honda    | 8     | Turbó               | 6        |          |
| Kiesett  | 26 | Andrea de Cesaris  | Ligier-Renault    | 7     | Motorhiba           | 16       |          |
| Kiesett  | 25 | François Hesnault  | Ligier-Renault    | 7     | Kicsúszás           | 18       |          |
| Kiesett  | 9  | Philippe Alliot    | RAM-Hart          | 6     | Elektronika         | 23       |          |
| Kiesett  | 28 | René Arnoux        | Ferrari           | 5     | Váltó               | 14       |          |
| Kiesett  | 7  | Alain Prost        | McLaren-TAG       | 3     | Motorhiba           | 2        |          |
| NI       | 14 | Manfred Winkelhock | ATS-BMW           | 0     | Nem állt rajthoz    | 21       |          |
| NK       | 20 | Pierluigi Martini  | Toleman-Hart      |       |                     |          |          |

## A világbajnokság élmezőnyének állása a verseny után
| H  | Versenyzők      | Pont | H  | Konstruktőrök | Pont  |
| -- | --------------- | ---- | -- | ------------- | ----- |
| 1. | Niki Lauda      | 63   | 1. | McLaren-TAG   | 116,5 |
| 2. | Alain Prost     | 53,5 | 2. | Ferrari       | 46,5  |
| 3. | Elio de Angelis | 32   | 3. | Lotus-Renault | 45    |
| 4. | René Arnoux     | 25   | 4. | Renault       | 34    |
| 5. | Nelson Piquet   | 24   | 5. | Brabham-BMW   | 33    |

## Statisztikák
Vezető helyen:
- Nelson Piquet: 15 (1-15)
- Patrick Tambay: 27 (16-42)
- Niki Lauda: 9 (43-51)

Niki Lauda 24. győzelme, 22. leggyorsabb köre, Nelson Piquet 15. pole-pozíciója.
- McLaren 40. győzelme.

Pierluigi Martini első versenye.